# Nguyễn Công Phương (cầu thủ bóng đá)
Nguyễn Công Phương (sinh ngày 3 tháng 6 năm 2006) là một cầu thủ bóng đá chuyên nghiệp người Việt Nam chơi ở vị trí tiền vệ cho câu lạc bộ Thể Công-Viettel tại V-League.

## Sự nghiệp quốc tế
Nguyễn Công Phương ghi bàn thắng duy nhất, giúp U-23 Việt Nam giành chiến thắng trước U-23 Indonesia trong trận Chung kết Giải vô địch bóng đá U-23 ASEAN 2025.

## Danh hiệu
U-16 Việt Nam
- Giải vô địch bóng đá U-16 Đông Nam Á: 2022 (á quân)

U-23 Việt Nam
- Giải vô địch bóng đá U-23 Đông Nam Á: 2025

Individual
- Cầu thủ xuất sắc nhất Giải bóng đá Vô địch U-17 Quốc gia Việt Nam: 2023
- Vua phá lưới Giải bóng đá Vô địch U-17 Quốc gia Việt Nam: 2023